# Christian Liebmann Leegel
Christian Liebmann Leegel (1659 – 7. oktober 1729 i Fredericia) var en dansk officer, bror til Hans Frederik Leegel.
Han stammede fra Sachsen-Weimar, der siges af adelig slægt. Han var ritmester, og den 5. marts 1708 blev oberstløjtnant Leegel kommandant i Frederìcia og sad i denne stilling til sin død som generalmajor i 1729.
Han opførte og ejede Engelstrup Mølle, men forpagtede møllen bort, og da han senere blev kommandant i Fredericia, solgte han møllen 1. maj 1698 til Tyge Mortensøn.
Han var gift med Ingeborg Lohsen. I 1701 skænkede han og hustruen en alterkande og en oblatæske til Grevinge Kirke. Sidstnævnte bærer inskriptionen: "Anno 1701 hafver Ritmester Christian Liebmann Leegel og hans Frue Ingebore Leegels gebohrne Lohsen gifven denne eske til Grefvinge kirche Gud til ære og Kirchen til Zirat."